# 香港四邑商工總會陳黎繡珍紀念學校
香港四邑商工總會陳黎繡珍紀念學校（英語：HKSYC&IA Chan Lai So Chun Memorial School），為香港葵青區一所已停辦的津貼小學，於1977年創立，2006年停辦。

## 歷史
此校於1977年創立，早年為一所半日制小學。由於獲商人陳南昌兒子陳百強贊助，此校遂以其先母、陳南昌夫人陳黎繡珍冠名。
翌年，由於同邨的佛教葉紀南紀念中學永久校舍尚未建成，曾借用此校校舍開課。
約於1990年代中起，此校上、下午校合併為全日制小學，並一直實行至停辦為止。
自1995/96學年起，此校已出現收生不足情況，班數由四班削至兩班，下一年度起更惡化至每年只收一班。因此，此校於2003年後被勒令停招小一，並於2006年停辦，結束其29年歷史。而在停辦前，此校曾借出部分空置課室予教育署成人教育分組，用作開辦官立夜小學課程。

## 校舍
此校為一座後期型「火柴盒」小學，擴建後面積為2,460平方米，設24間（後改建為23間）課室及少量特別室，並曾於1999年通過「學校改善計劃」擴建新翼。
隨著此校於2006年停辦，政府曾於同年將校舍分配予國際學校，但其後撤回。因應政府復建居屋，此校舊址亦列入首批屋苑名單，並於2012年拆卸。原址於2017年完成重建，現為青俊苑。

## 歷任行政人員

### 校監
- 陳百強 建築師，JP（兼贊助人）[12]
- 關汪洲 先生[5]
- 雷灼南 先生

### 校長

#### 上午校
- 周澤南 先生[12]

#### 下午校
- 毛寶儉 先生（後過渡為全日制校長）[12]

#### 全日
- 毛寶儉 先生（？-2000或2001年，全日制首任校長）[5]
- 劉効國 先生（2000或2001年-2006年，全日制末任校長）

## 聯繫學校
此校曾與同系的陳南昌紀念中學結為「聯繫學校」，有25%中一學額預留予此校畢業生。然而，有關聯繫自2001年起經已終止。

## 外部連結
- 香港四邑商工總會陳黎繡珍紀念學校官方網頁（存檔）